# اوفیر (آلاسکا)
اوفیر (به انگلیسی: Ophir) یک منطقهٔ مسکونی در ایالات متحده آمریکا است که در Yukon–Koyukuk Census Area در ایالت آلاسکا واقع شده‌است.